# Eupoecilia coniopa
Eupoecilia coniopa es una especie de polilla del género Eupoecilia, familia Tortricidae.
Fue descrita científicamente por Diakonoff en 1984.

## Distribución
Se encuentra en Borneo.